# لآنغنبآخ
بَلْدَة لَآنغنٌبَآَخ (بالأَلمانِيَّة: Gemeinde Langenbach) هي بَلدَة أَلمانِيَّة في مِنطَقَة فرَايزِينغٌ التَّابِعة لِمُحافظة باڤارِيا العُليَا في وِلاَية باڤارِيا في جُمهُوريَّة أَلمَانيَا الاِتّحاديّة بمِساحة تُقَدَّر بحَوالَي 27 كم².

## وَصلات خارجيّة
- الصّفحة الرّسميّة لِبَلدَة لَآنغنٌبَآَخ (باللُّغَة الأَلمانِيَّة).

## مَراجع
1. ↑   http://www.gemeinde-langenbach.de/. اطلع عليه بتاريخ 2021-07-22. {{استشهاد ويب}}: |url= بحاجة لعنوان (مساعدة) والوسيط |title= غير موجود أو فارغ (من ويكي بيانات) (مساعدة)
2. ↑  "Alle politisch selbständigen Gemeinden mit ausgewählten Merkmalen am 31.12.2018 (4. Quartal)" (بالألمانية). Statistisches Bundesamt. Archived from the original on 2019-03-10. Retrieved 2019-03-10.
3. ↑  Alle politisch selbständigen Gemeinden mit ausgewählten Merkmalen am 31.12.2023 (بالألمانية), Statistisches Bundesamt, 28. Oktober 2024, QID:Q131220759, Archived from the original on 17 November 2024 {{استشهاد}}: تحقق من التاريخ في: |publication-date= (help)
4. 1 2   https://www.statistik.bayern.de/mam/produkte/statistik_kommunal/2018/09178138.pdf. اطلع عليه بتاريخ 2021-07-22. {{استشهاد ويب}}: |url= بحاجة لعنوان (مساعدة) والوسيط |title= غير موجود أو فارغ (من ويكي بيانات) (مساعدة)